# Anne Nicolas Alexandre Texier
Pour les articles homonymes, voir Texier.
Anne Nicolas Alexandre Texier est un homme politique français né le 15 septembre 1772 à Courville-sur-Eure (Eure-et-Loir) et mort le 1er octobre 1846 à Chartres (Eure-et-Loir).

## Biographie
Fils de Jean-Baptiste Texier, conseiller général, maire de Courville-sur-Eure de 1815 à 1825, Alexandre Texier achève ses études au collège Sainte-Barbe et embrasse à 17 ans la carrière militaire. Sous-officier de chasseurs à cheval, il participe à la bataille de Zurich. Retourné à la vie civile, il est, à la suite de son père, maire de Courville-sur-Eure de 1825 à 1831, puis de 1835 à 1841 et conseiller général de 1830 à 1833, puis de 1842 à 1846.
Il est élu député d'Eure-et-Loir en 1830 sous la Restauration, puis après les Trois Glorieuses, de nouveau élu député en 1831 sous la Monarchie de Juillet. Il appartient au parti libéral du juste-milieu. Son mandat s'achève en 1834 et il ne se représente pas. 
Il est fait chevalier de la Légion d'honneur le 15 septembre 1846.
Son frère, César Auguste Victor Texier fut maire de Courville-sur-Eure de 1844 à 1855.

## Décorations
- Chevalier de la Légion d'honneur (15 septembre 1846)

## Sources
- « Dictionnaire des parlementaires français de 1789 à 1889 (Adolphe Robert, Edgar Bourloton et Gaston Cougny) », sur gallica BNF (consulté le 4 janvier 2014)